# Tribunal Català de Contractes del Sector Públic
El Tribunal Català de Contractes del Sector Públic és un òrgan òrgan administratiu col·legiat amb jurisdicció sobre els contractes del sector públic a Catalunya. Va ser creat mitjançant el "Decret 221/2013, de 3 de setembre, pel qual es regula el Tribunal Català de Contractes del Sector Públic i s'aprova la seva organització i el seu funcionament".
El seu actual president és l'Interventor de la Generalitat Juan Antonio Gallo Sallent.

## Funcions
Exerceix les seves funcions en l'àmbit de l'administració de la Generalitat, de les entitats i els organismes que formen part del seu sector públic que tenen la consideració de poders adjudicadors, de les administracions locals integrades en el seu territori, i també de les entitats i els organismes de l'Administració local que tenen la consideració de poders adjudicadors.
Té competència material sobre els actes següents:
- Resoldre els recursos especials en matèria de contractació interposats contra els actes relacionats en l'apartat 2 de l'article 310 de la Llei 30/2007 quan es refereixen als tipus de contractes especificats en l'apartat 1 del mateix article i no es tracta de procediments d'adjudicació que se segueixin pel tràmit d'urgència.
- Decidir sobre l'adopció de mesures provisionals que han sol·licitat les persones que assenyala l'article 312 de la Llei 30/2007 amb anterioritat a la interposició del recurs especial en matèria de contractació.
- Resoldre les qüestions de nul·litat basades en els supòsits especials de nul·litat contractual establerts en l'article 37 de la Llei 30/2007.
- Resoldre les reclamacions en els procediments d'adjudicació dels contractes, les mesures provisionals i de la qüestió de nul·litat a què fan referència els articles 101, 103, 109, 110 i 111 de la Llei de l'Estat 31/2007, del 30 d'octubre, sobre procediments de contractació en els sectors de l'aigua, l'energia, els transports i els serveis postals.[3][4]